# Zdobycie Riazania (1237)
Zdobycie Riazania – zajęcie i zniszczenie Riazania w grudniu 1237 r. w trakcie mongolskiego najazdu na Ruś.

## Tło historyczne
W lutym 1236 r. rozpoczęła się koncentracja potężnych oddziałów mongolskich przeznaczonych do uderzenia na Ruś i Europę Wschodnią. Wojskami, których liczebność szacowana jest na 120 – 140 tys. wojowników, dowodził Batu-chan oraz znakomity wódz mongolski Subedej. Kampanię przeciwko Rusi, poprzedziło zdobycie i zniszczenie przez Mongołów w 1236 r. państwa Bułgarów wołżańskich oraz następnie podbój pozostałych ludów nadwołżańskich. Po przekroczeniu Wołgi wojska mongolskie zostały rozdzielone. Główna ich część pod wodzą Mongkego ruszyła przeciw Połowcom.

## Obrona Riazania
Mniejsza część wojsk mongolskich pod wodzą Batu-chana skierowała się ku granicom księstwa riazańskiego, docierając w grudniu 1237 r. pod mury Riazania. Do miasta zostało wysłane poselstwo z żądaniem poddania się władzy Batu-chana oraz dostarczenia dziesięciny „ze wszystkiego”. Książę riazański Jerzy Igorowicz dumnie odmówił, jednak chcąc zyskać na czasie wysłał do obozu mongolskiego własnego syna Fiodora z bogatymi podarunkami. Został on zgładzony, nie nadeszła także pomoc ze strony wielkiego księcia włodzimierskiego Jerzego II i księcia czernichowskiego Michała I.
Riazań był położony na wysokim brzegu Oki. Gród otaczała głęboka fosa i ziemno-kamienny wał o wysokości 7 m i długości 4 – 5 km, wzmocniony ostrokołem. Oblężenie trwało 6 dni, od 16 do 21 grudnia 1237 r. W ostatnim dniu nastąpił generalny szturm na miasto, który zakończył się jego zdobyciem. Zdobyty gród zrównano z ziemią a wszystkich mieszkańców wraz z księciem Jerzym Igorowiczem i jego rodziną wymordowano.
Po zdobyciu stolicy księstwa riazańskiego Mongołowie wyruszyli w kierunku granic wielkiego księstwa włodzimierskiego. Tragiczny los Riazania podzielili wkrótce mieszkańcy Kołomny, Włodzimierza nad Klaźmą, Moskwy i innych miast Rusi Zaleskiej.